# Gayennoides
Gayennoides är ett släkte av spindlar. Gayennoides ingår i familjen spökspindlar.
Kladogram enligt Catalogue of Life:
| Gayennoides | \| \| Gayennoides losvilos \| \| \| \| \| \| Gayennoides molles \| \| \| \| |
|             | \| \| Gayennoides losvilos \| \| \| \| \| \| Gayennoides molles \| \| \| \| |
|             | Gayennoides losvilos                                                        |
|             |                                                                             |
|             | Gayennoides molles                                                          |
|             |                                                                             |